# Evangelische Kirche (Herbrechtingen)

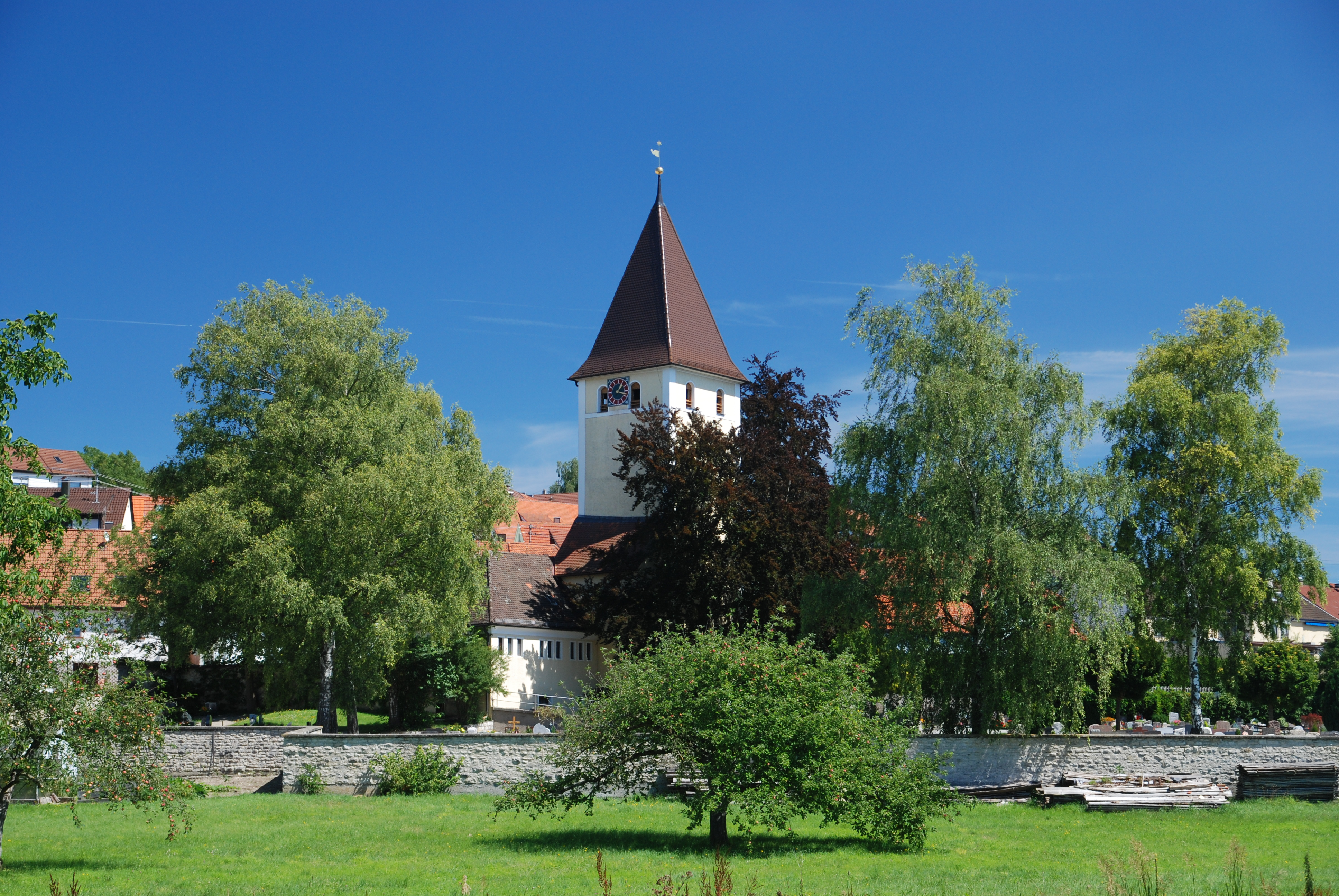
Evangelische Kirche in Herbrechtingen

Die Pfarrkirche, die ehemalige Stiftskirche des Klosters Herbrechtingen, steht in Herbrechtingen, einer Stadt im Landkreis Heidenheim in Baden-Württemberg. Das Bauwerk ist beim Landesamt für Denkmalpflege Baden-Württemberg als Baudenkmal eingetragen. Die Kirchengemeinde gehört zum Kirchenbezirk Heidenheim der Evangelischen Landeskirche in Württemberg.

## Beschreibung

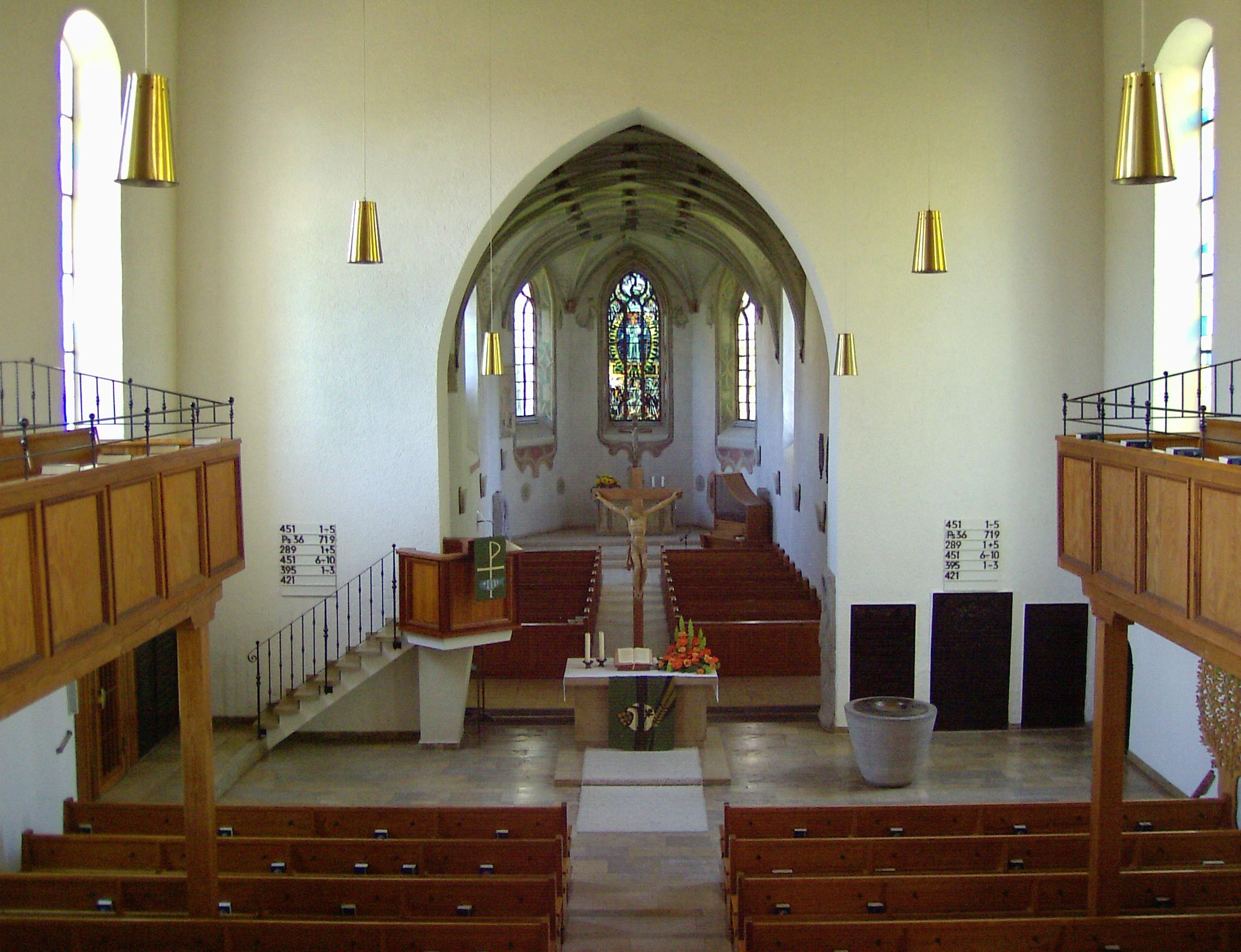
Innenansicht

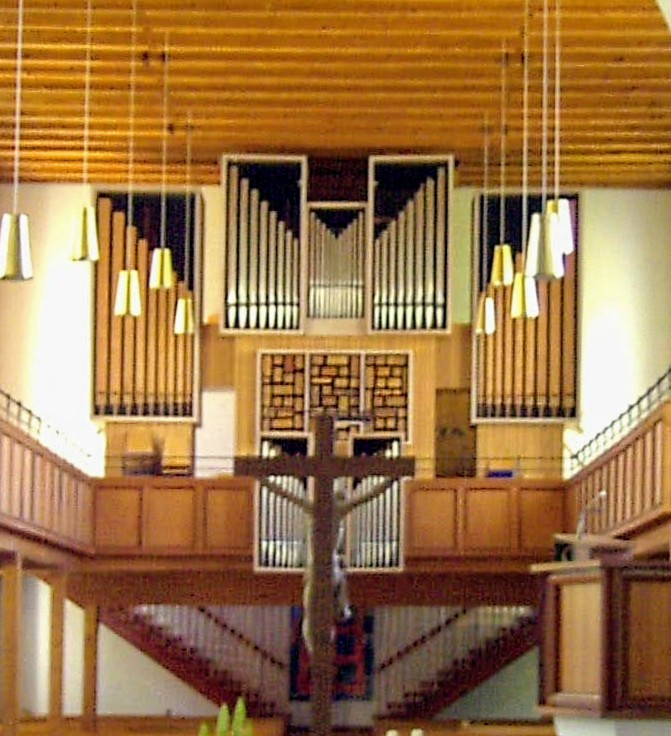
Orgel

Die 1516 erbaute dreischiffige Hallenkirche wurde 1835 durch Abtrennung des Chors im Osten des Langhauses verkleinert und zur Saalkirche umgebaut. Die vier Joche des erhaltenen gotischen Chors sind mit einem Netzgewölbe überspannt. Das oberste Geschoss des Chorflankenturm beherbergt die Turmuhr und den Glockenstuhl. Darauf sitzt ein Pyramidendach.
Der dreiseitig geschlossene Chor im Osten wurde wieder geöffnet  und seine Bemalung wieder freigelegt. Die Orgel wurde 1963 von der Giengener Orgelmanufaktur Gebr. Link nach Plänen von Helmut Bornefeld gebaut. Dabei wurde Material der Vorgängerorgel derselben Firma von 1894 wiederverwendet. Das Instrument besitzt 32 Register auf drei Manualen und Pedal.